# Alexandru Stănescu
Alexandru Stănescu (n. 6 decembrie 1961, Vișina, România) este un politician român, deputat în Parlamentul României începând cu mandatul 2012–2016 din partea PSD Olt.
Este fratele lui Paul Stănescu, președinte al Consiliului Județean Olt.